# Lycoseris mexicana
Lycoseris mexicana là một loài thực vật có hoa trong họ Cúc. Loài này được (L.f.) Cass. mô tả khoa học đầu tiên năm 1824.